# Bundesamt für Eich- und Vermessungswesen

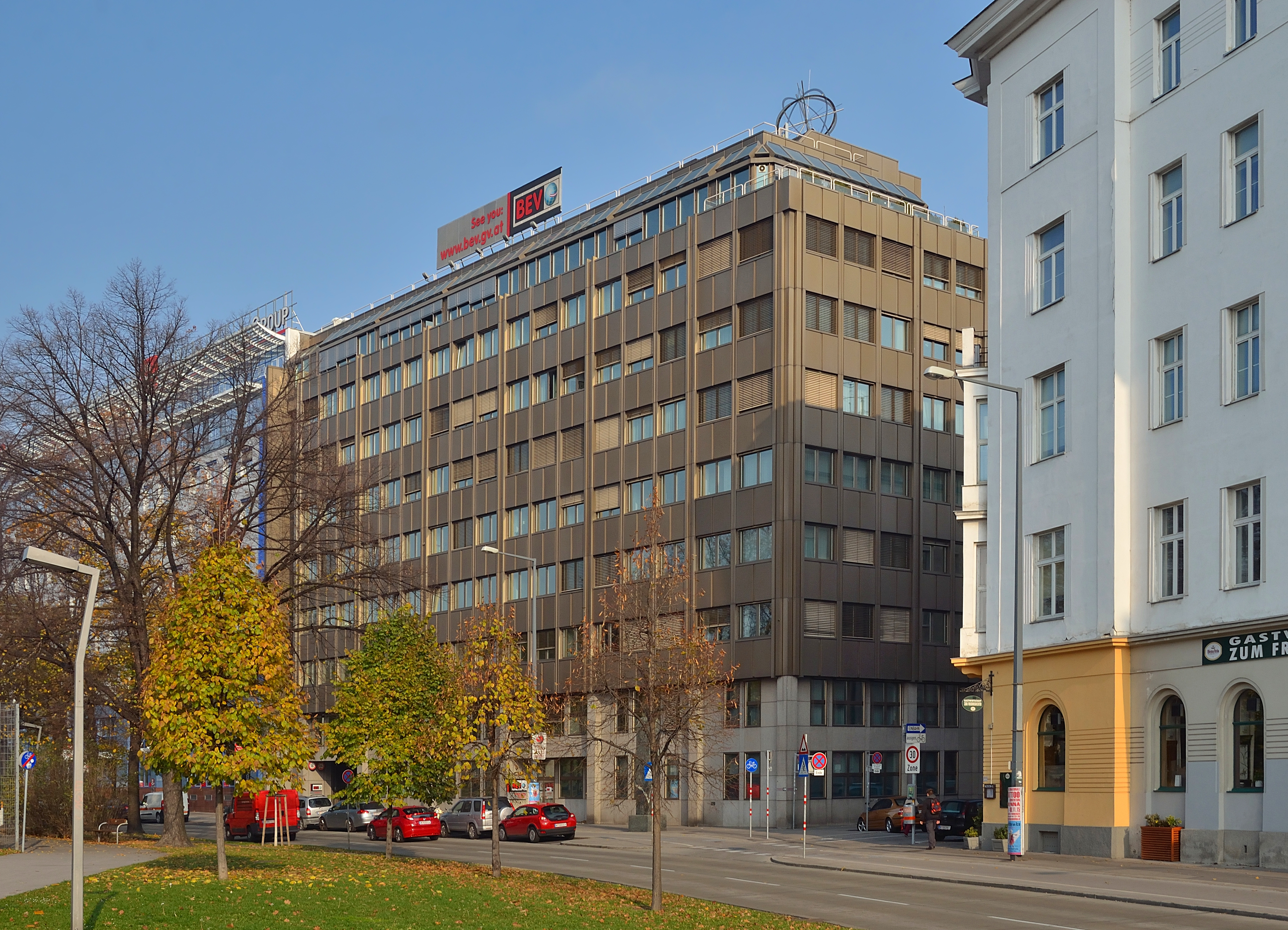
Hauptsitz in der Schiffamtsgasse in Wien

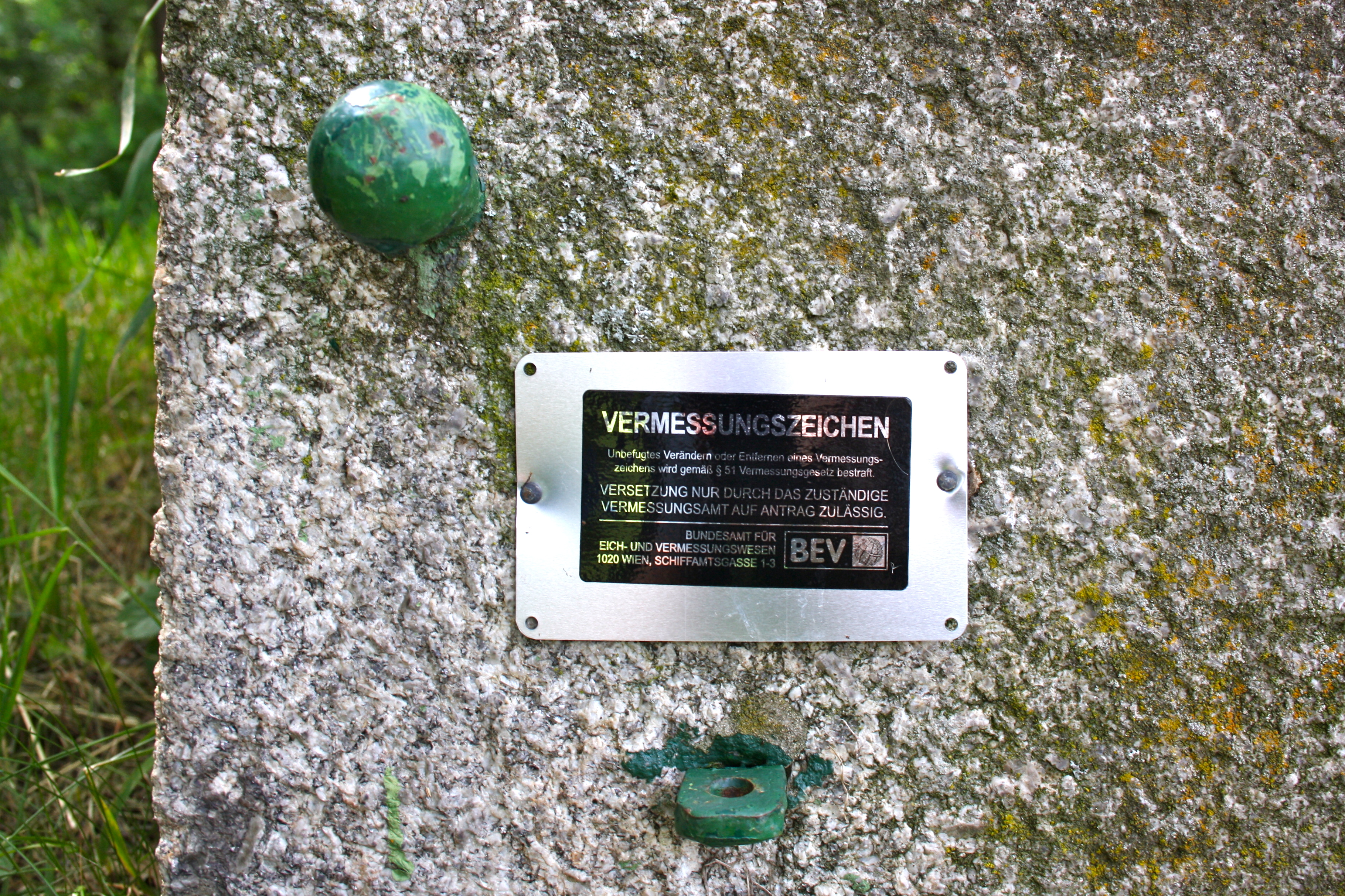
Ein Vermessungszeichen des Bundesamts für Eich- und Vermessungswesen

Das Bundesamt für Eich- und Vermessungswesen (BEV) ist in Österreich zuständig für die amtliche Vermessung und ist das nationale Metrologieinstitut. Seit 2022 ist das BEV auch für die Marktüberwachung zuständig.

## Aufgaben
Sein Aufgabenbereich umfasst u. a. folgende Gegenstände:
- Führung des Grundstückkatasters in Österreich: Der Kataster ist die planliche Darstellung sämtlicher Grundstücke in Österreich und liegt flächendeckend in digitaler Form vor. Er dient als begleitendes Element zum Grundbuch.
- Schaffung und Erhaltung der amtlichen Vermessungspunkte (Lage- und Höhenfestpunkte): Lagefestpunkte, die als Ausgangspunkte für Grundstücksvermessungen dienen, müssen im besiedelten Gebiet in Abständen von etwa 700 bis 1200 m verfügbar sein.
- Betrieb des GPS-Satelliten-Positionierungsdiensts Austrian Positioning Service (APOS)
- Führung des Digitalen Landschafts- und Geländehöhenmodells und der Namensdatenbank GEONAM Österreich
- Erstellung der amtlichen österreichischen Landkarten: folgende Kartenwerke werden hergestellt und laufend weitergeführt:
  - Österreichische Karte 1:50.000 (ÖK 50, und in Vergrößerung 1:25.000), 1:200.000 (ÖK 200), 1:500.000
  - Orthofotos und Luftbildkarten

Die Landkarten werden mit unterschiedlichen Inhalten (mit Wegmarkierungen oder mit Straßenaufdruck) in gedruckter Form angeboten. In digitaler Form stehen sie auf Compact-Disc und im Internet zur Verfügung.
- Vermessungs- und Verwaltungsarbeiten im Zusammenhang mit der Staatsgrenze
- Führung des Nationalen Metrologie-Instituts (NMI), welches Mess-Normale entsprechend dem SI-Einheitensystem zur Verfügung stellt.
- Physikalisch-technischer Prüfdienst zur technischen Durchführung von Kalibrierungen und Prüfung von Messgeräten unter Anschluss an die nationalen Normale.
- Betrieb der Atomuhr, welche die für Österreich verbindliche Normalzeit ausgibt.[2][3]
- Marktüberwachung in den Fachbereichen Elektrotechnik, Maschinen, Sicherheitstechnik und Messgeräte sowie Fertigpackungskontrolle
- Angelegenheiten der zentralen Verbindungsstelle für Marktüberwachung
- Vertretung des BEV in nationalen, europäischen und internationalen Gremien in Angelegenheiten der Marktüberwachung und des gesetzlichen Messwesens
- Angelegenheiten der Verbraucherbehördenkooperation nach dem Verbraucherbehördenkooperationsgesetz (VBKG)
- Angelegenheiten der Energieberater des Bundes

Zur Durchführung der Aufgaben unterhält das BEV neben den zentralen Einrichtungen für die grundlegenden Aufgaben in Wien Außenstellen in ganz Österreich. Diese werden als Vermessungsämter bzw. Eich- und Vermessungsämter (volle Funktionalität) oder als Informationszentren (nur für Parteienverkehr, Auskunftserteilung) geführt.

## Gesetzliche Grundlagen
Grundlagen für die Arbeit des BEV bilden folgende Gesetze:
- Art. 10 des Bundes-Verfassungsgesetzes: Bundeskompetenz für Grenzvermarkung, Vermessungswesen, Maße und Gewichte.
- § 845 ff des Allgemeinen bürgerlichen Gesetzbuches: Regelt die Festlegung von Grundstücksgrenzen
- Allgemeines Verwaltungsverfahrensgesetz
- Bodenschätzungsgesetz
- Liegenschaftsteilungsgesetz
- Staatsgrenzgesetz
- Vermessungsgesetz
- Vermessungsverordnung
- Vermessungsgebührenverordnung
- Maß- und Eichgesetz
- Geodateninfrastrukturgesetz
- Informationsweiterverwendungsgesetz

Zusätzlich gibt es in zahlreichen anderen Gesetzen Bestimmungen über das Vermessungswesen (Forstgesetz, Bodenschätzungsgesetz etc.) und über eichrechtliche Belange (Zeitzählgesetz, Fertigpackungsverordnung usw.)

## Ämter und Dienststellen
Das BEV betreibt derzeit 41 Vermessungsämter und neun Eichämter in ganz Österreich. Dazu kommen fünf dislozierte Dienststellen und zwei untergeordnete Außenstellen der Vermessungsämter.